# Gli ultimi giorni di Pompei (romanzo)
Gli ultimi giorni di Pompei (The Last Days of Pompeii) è un romanzo storico del 1834 scritto dal britannico Edward Bulwer-Lytton.
Venne tradotto in italiano nel 1836. Ne sono stati tratti un'opera del 1858 e numerosi film.

## Trama
Glauco è un ricco ateniese residente a Pompei. Ammirato dall'élite della cittadina per il suo buon gusto e per il suo stile, vive una vita all'insegna del piacere e del lusso.
Durante un banchetto tenutosi a casa sua, egli viene a sapere che da tempo abita a Pompei una ragazza napoletana di origini greche di incredibile bellezza, chiamata Jone. Subito il giovane decide, dunque, di fare la sua conoscenza e la sera stessa si reca nella sua dimora. Vedendola, Glauco, si meraviglia di riconoscere in Jone una ragazza che alcuni anni prima aveva incontrato a Napoli, della quale era stato particolarmente colpito. Tra i due nasce quindi una profonda intesa che li porta ad amarsi reciprocamente.
Jone e suo fratello Apecide, sono, però, sotto la custodia di Arbace, infido egiziano, sacerdote di Iside. Arbace, ha infatti intenzione di iniziare Apecide ai culti della dea e di sposare Jone. Tuttavia, Apecide, dopo aver saputo degli imbrogli che i sacerdoti di Iside operano ai danni dei cittadini, ha intenzione di abbandonare il sacerdozio, mentre Jone, lentamente si sta innamorando di Glauco, compromettendo i piani di Arbace.

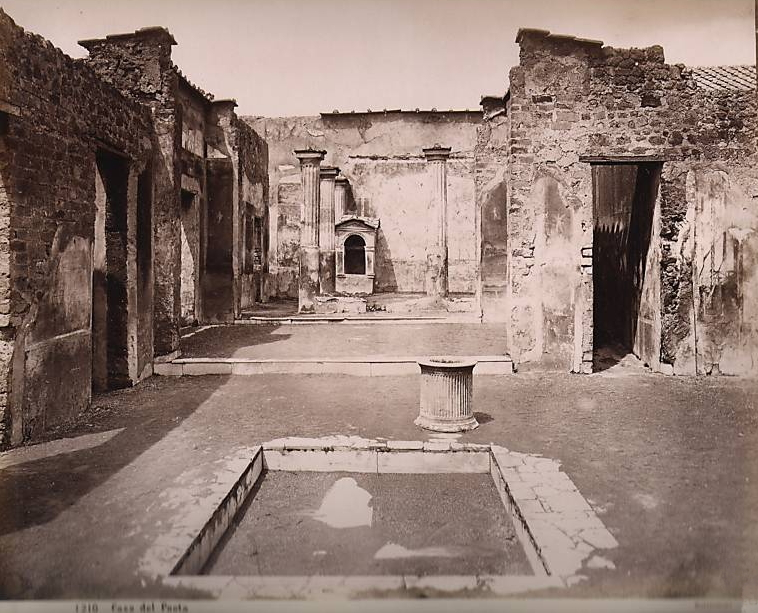
”la casa del poeta tragico” è, nel romanzo la dimora di Glauco

Il sacerdote, dunque, per riottenere la fiducia in Apecide, lo fa partecipare ad un'orgia, dopo la quale il giovane desidera nuovamente essere consacrato alla dea, e, per stroncare l'amore tra Glauco e Jone, mente a quest'ultima dicendo che l'ateniese la corteggia esclusivamente per un gioco tra amici. La ragazza, convinta quindi dall'inganno di Arbace, inizia respingere Glauco.
Rattristato dal comportamento di Jone, Glauco decide di scriverle una lettera nella quale le rivela i suoi sentimenti. Affida, poi, il compito di portare la lettera a Nidia, una giovane schiava cieca, segretamente innamorata del padrone.
Dopo aver consegnato il messaggio Nidia viene a sapere che in giornata Jone si recherà in casa di Arbace. Essendo stata costretta a partecipare alle orge di Arbace dai suoi vecchi padroni, Nidia, teme dunque che il sacerdote possa fare del male alla giovane e avverte immediatamente Apecide e Glauco. I due fanno, dunque, irruzione nella casa dell'egiziano, proprio mentre egli sta tentando di violentare la ragazza. Fortunatamente, poi, a facilitare le cose, è un terremoto, che tramortisce Arbace e dà la possibilità a Jone di scappare.
Dopo gli avvenimenti, Apecide, grazie ad Olinto, entra in contatto con la comunità di cristiani di Pompei e si converte, mentre Glauco e Jone progettano di sposarsi tra breve. Alla notizia del matrimonio tra il padrone e la giovane, tuttavia, Nidia si rattrista sempre di più.
Un giorno la giovane schiava è invitata a casa da Giulia, ricca ragazza pompeiana, la quale le chiede consiglio riguardo ad un filtro d'amore. Nidia le consiglia, dunque, di rivolgersi ad Arbace. Giulia si reca, quindi, a casa dell'egiziano e gli rivela di aver intenzione di voler strappare Glauco a Jone con un filtro d'amore. Vedendo in Giulia la possibilità di vendicarsi del nemico, Arbace le propone di recarsi da una strega che abita sulle pendici del Vesuvio, esperta di pozioni. In accordo con il sacerdote, tuttavia, la strega fornisce a Giulia, anziché un filtro d'amore, una pozione che farà impazzire Glauco. Nidia, venuta a sapere che Giulia ha intenzione usare il filtro con Glauco, però, glielo sottrae scambiandolo con dell'acqua.
Una sera, dunque, Nidia, somministra di nascosto la bevanda al padrone, il quale inizia a delirare e a correre per le vie della città, arrivando fino al Bosco Sacro di Cibele. Nello stesso tempo, nel bosco, ha luogo un colloquio tra Apecide e Arbace, nel quale il neo-convertito rivela al sacerdote di voler svelare a tutta Pompei i segreti del tempio di Iside. Temendo di perdere il suo prestigio, Arbace uccide il giovane con uno stilo e, successivamente, vedendo sopraggiungere Glauco lo accusa dell'assassinio. Subito nel bosco si raduna una gran folla e Glauco, creduto il responsabile del misfatto, viene arrestato. L'unico a sospettare della colpevolezza di Arbace è, però, il cristiano Olinto, che accusa pubblicamente il sacerdote e, per dimostrare la falsità degli idoli pagani, entrato nel vicino tempio di Cibele, distrugge la statua della dea contenuta al suo interno. Anche Olinto viene dunque arrestato per blasfemia.

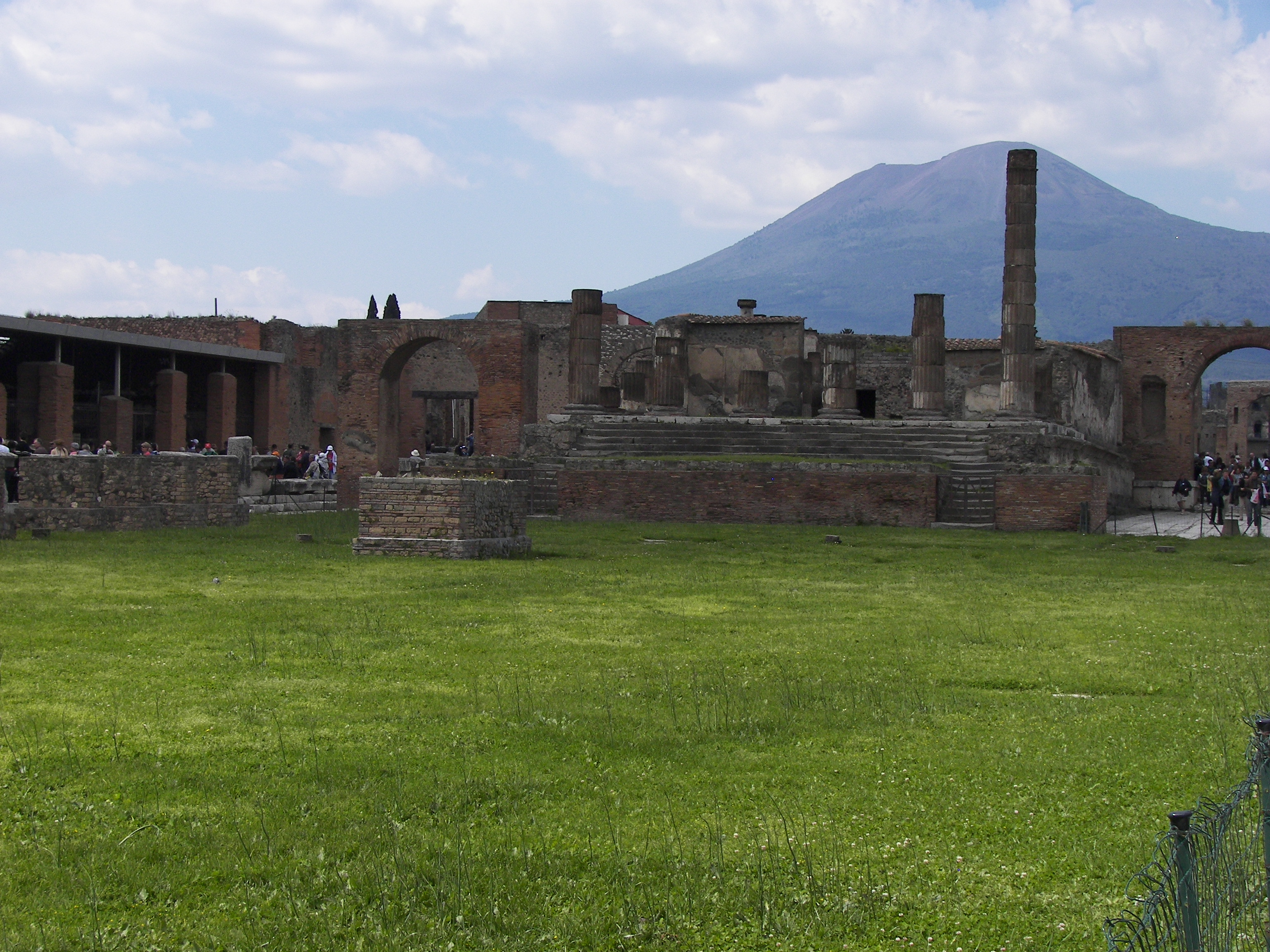
il foro di Pompei con il Vesuvio sullo sfondo

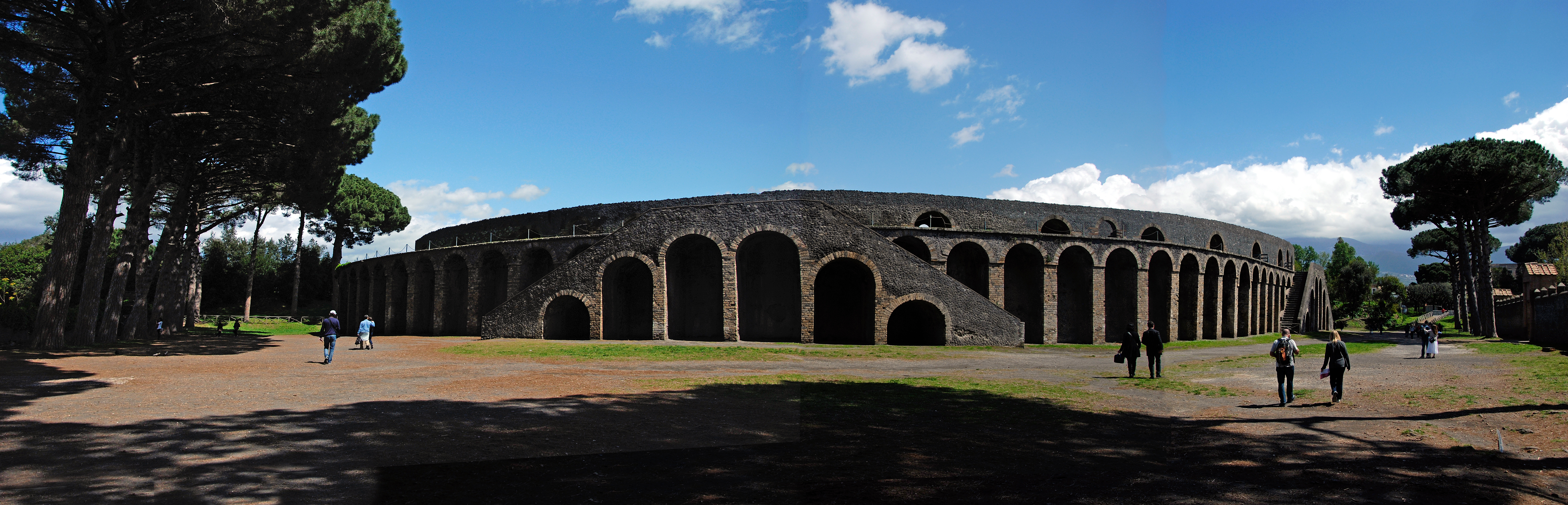
L'anfiteatro di Pompei

Dopo l'accaduto Glauco (nel frattempo ritornato sano di mente) e Olinto vengono condannati ad essere sbranati dalla fiere nell'arena, Jone viene affidata ad Arbace e Nidia viene catturata e imprigionata nella casa dell'egiziano. Durante la sua prigionia la schiava sente un discorso tra Arbace e Caleno, un altro sacerdote di Iside. Quest'ultimo, infatti, avendo assistito all'assassinio di Apecide e sapendo la verità dei fatti, ricatta Arbace. L'egiziano, tuttavia, con l'inganno riesce a imprigionare il collega. Successivamente Nidia, riuscita a liberarsi, convince Caleno a testimoniare in favore di Glauco. Tuttavia, fuggendo dalla casa la ragazza viene nuovamente catturata e imprigionata. Nidia, comunque, non perde le speranze e riesce ad inviare una lettera a Sallustio, pretore della città, affinché venga in casa di Arbace e liberi Caleno.
Il giorno dopo l'intera città si raduna nell'arena per assistere ai giochi e all'esecuzione dei due condannati. Tuttavia, proprio prima che Glauco venga sbranato dal leone interviene Sallustio, assieme a Nidia e Caleno, finalmente liberi, e ordina interruzione dell'esecuzione.
Nello stesso momento, però il Vesuvio erutta e la popolazione, terrorizzata, lascia l'anfiteatro per cercare riparo dalla pioggia di cenere e lapilli che imperversa sulla città. Glauco e Jone, ricongiuntisi dunque, e guidati da Nidia, che essendo cieca riesce ad orientarsi normalmente nella città oscurata dal fumo, tentano di raggiungere il mare. Durante la fuga incontrano anche Arbace, il quale tenta nuovamente di impossessarsi di Jone, ma viene bloccato dal crollo di una colonna che cade sopra di lui uccidendolo.
I tre riescono, infine, ad imbarcarsi e a lasciare Pompei. Durante il viaggio in mare, però, Nidia, rattristata poiché non potrà mai essere amata da Glauco, sapendo di averlo servito degnamente e di averlo salvato in più occasioni, decide di suicidarsi buttandosi in mare. La notizia dell'accaduto, tuttavia sconvolgerà notevolmente i due amanti.
Il romanzo si conclude con una lettera che Glauco, a distanza di alcuni anni, invia a Sallustio, raccontandogli della sua conversione al Cristianesimo e della sua nuova, felice vita ad Atene.

## Personaggi
Glaucoprotagonista del romanzo, è un giovane, ricco, ateniese, da tempo residente a Pompei. Innamoratosi della bella napoletana Jone, durante il corso della vicenda, egli la salverà dalle mire di Arbace. Successivamente, però, a causa di un filtro somministratogli da Nidia, impazzirà temporaneamente e verrà accusato dell'assassinio di Apecide. Imprigionato verrà condannato a morire nell'anfiteatro sbranato da un leone. Fortunatamente un tempestivo intervento di Nidia lo salverà dalla morte proprio prima dell'eruzione del Vesuvio. Ricongiuntosi, dunque, con Jone, riuscirà a scampare dalla distruzione della città. Infine, dopo l'accaduto si trasferirà ad Atene assieme all'amata e si convertirà al cristianesimo.

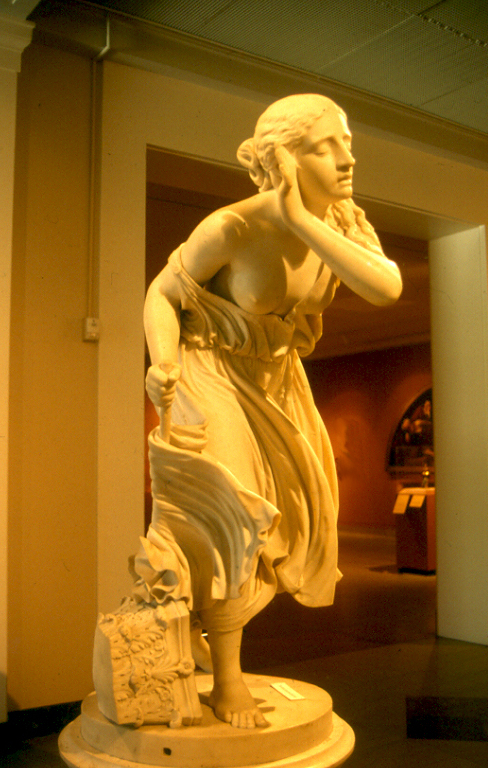
Scultura raffigurante Nidia, di Randolph Rogers

Nidiaè uno dei personaggi più importanti di tutto il romanzo. Nata in una nobile famiglia della Tessaglia viene rapita ancora bambina e portata in Italia. A causa della sua cecità viene venduta come schiava a basso prezzo a Stratonice, moglie di Burbo, proprietaria di una taverna di Pompei, la quale la manda a vendere fiori nella città, oppure la costringe a partecipare alle orge che si tengono in casa di Arbace. La ragazza verrà in seguito acquistata da Glauco, del quale ella è segretamente innamorata. Gelosa di Jone, la ragazza somministrerà al padrone la pozione che lo farà impazzire, credendo un filtro d'amore. Successivamente, imprigionata in casa di Arbace, salverà Glauco dalla condanna a morte convincendo Caleno a testimoniare a favore di Glauco e facendo venire il pretore Sallustio a perquisire la casa del sacerdote. Durante l'eruzione, essendo cieca, riesce a guidare Glauco e Jone attraverso la città oscurata dal fumo, fino al mare. Una volta tratta in salvo, però, deciderà di togliersi la vita gettandosi in mare, sofferente a causa del suo amore non ricambiato da Glauco.
Arbaceantagonista del romanzo, è un egiziano, sacerdote di Iside. Vanta di discendere da un'antica stirpe di faraoni. È stimato e temuto da tutta la popolazione di Pompei per i suoi presunti poteri magici. All'inizio della vicenda ha intenzione di sposare Jone e di far diventare un sacerdote di Iside, Apecide. Tuttavia, entrambi i suoi piani non riusciranno a causa della conversione al cristianesimo di Apecide e dell'amore che Jone nutre per Glauco. Deciderà dunque di vendicarsi di Glauco, facendo in modo che gli venga somministrato il filtro che lo farà impazzire e accusandolo dell'assassinio di Apecide. Anche questa volta, però, i suoi malvagi intenti verranno sventati dall'intervento di Nidia che riuscirà a salvare Glauco. Il sacerdote muore durante l'eruzione, travolto dal crollo di una colonna.
Joneè una giovane napoletana originaria della Grecia. Viene descritta come una ragazza di notevole bellezza e fascino. Innamorandosi di Glauco scombina i piani di Arbace, che aveva intenzione di sposarla. Scampata all'eruzione sposerà Glauco e, trasferitasi ad Atene, si convertirà anche lei al cristianesimo
Apecidefratello di Jone, inizialmente è spinto da Arbace a diventare sacerdote di Iside. Scoperti, però, i subdoli trucchi con i quali i sacerdoti della dea ingannano la popolazione, darà segno di voler abbandonare il sacerdozio. Arbace tenterà, dunque, di fargli cambiare idea facendolo partecipare ad un'orgia in casa sua. Tuttavia, dopo l'aggressione dell'egiziano nei confronti della sorella, Apecide abbandonerà per sempre il tempio e, grazie ad Olinto, entrerà in contatto con il gruppo di cristiani di Pompei. Una volta convertitosi, minaccerà ad Arbace di rivelare i segreti dei sacerdoti di Iside e per questo verrà assassinato dall'egiziano. Del suo omicidio, tuttavia, verrà accusato Glauco.
Olintoè un fervente cristiano che convincerà Apecide a convertirsi alla nuova religione da lui professata. La notte dell'assassinio di Apecide, non convinto della colpevolezza di Glauco accuserà Arbace del delitto e distruggerà la statua di Cibele per dimostrare la falsità della religione pagana. Accusato di sacrilegio verrà condannato ad essere sbranato da una tigre. Durante la sua prigionia, tenta, inoltre, di convertire anche Glauco, il quale, però, anche se colpito dal suo spirito, rifiuterà di aderire al cristianesimo. Durante l'eruzione girerà assieme ad un gruppo di cristiani per le vie della città, predicando la fine dei giorni e ammonendo la popolazione di pentirsi dei propri peccati. Riuscito a salvarsi dalla catastrofe, incontrerà nuovamente Glauco, il quale, questa volta, accetterà di convertirsi. Come rivelato dalla lettera finale di Glauco a Sallustio, tuttavia, Olinto verrà nuovamente catturato e condannato a morte.
Giuliaè la figlia del ricco liberto Diomede. Infatuatasi di Glauco e gelosa di Jone, su consiglio di Nidia, si rivolge ad Arbace per un filtro d'amore. Il sacerdote la convincerà, dunque, a recarsi dalla Strega del Vesuvio, la quale, precedentemente accordatasi con Arbace, fornirà alla ragazza non un filtro d'amore, ma una pozione che provoca una temporale pazzia. Tuttavia, la pozione le verrà sottratta da Nidia. Durante l'eruzione si rifugia nelle cantine della casa del padre, ma morirà, raggiunta dai vapori tossici del vulcano.
Strega del Vesuviodescritta come una vecchia dal volto cadaverico, vive in un oscuro antro sulle pendici del Vesuvio, assieme ad una volpe e ad un serpente. In passato era un'avvenente ragazza di origine etrusca. Apprese le arti magiche dalla madre, aveva ucciso erroneamente il suo amante, nel tentativo di somministrargli un filtro d'amore. Nel corso del romanzo, riceverà una visita da Arbace, il quale la convincerà a fornire a Giulia la pozione della pazzia, anziché il filtro d'amore da lei richiesto. Il giorno prima dell'eruzione del Vesuvio, ammonita da alcuni fenomeni naturali, la vecchia si recherà in casa di Arbace, ammonendolo dell'imminente sciagura. Lasciata, poi, la casa del sacerdote, la vecchia fuggirà dalla città ancor prima dell'eruzione, per trovare un nuovo rifugio in qualche altra località della costa campana.

Gli ultimi giorni di Pompei (1827-1833), dipinto di Karl Pavlovič Brjullov, una delle fonti di ispirazione per il romanzo.

Giuseppe Marchetti, Jone e Nidia, 1881, Museo civico di Modena

Calenodiscendente da liberti, dopo aver dilapidato la sua eredità, diventa sacerdote di Iside. Assisterà all'assassinio di Apecide da parte di Arbace. Desideroso di ottenere alcune delle ricchezze dell'egiziano, lo ricatterà dicendogli di aver intenzione di rivelare il delitto. Imprigionato, successivamente, da Arbace, si farà convincere da Nidia a testimoniare per Glauco, una volta liberato. Durante l'eruzione, assieme al fratello Burbo, si reca al tempio di Iside per rubare le ricchezze contenute al suo interno. Morirà però durante la fuga dalla città.
Clodionobile pompeiano, è uno degli amici di Glauco. Accanito scommettitore e giocatore di dadi, è presentato come una persona opportunista e invadente. Dopo l'arresto di Glauco, chiederà la mano di Giulia, desideroso soprattutto di appropriarsi, un giorno, delle ricchezze di Diomede. Durante l'eruzione, si rifugerà nella cantina di Diomede, dove morirà.
Sallustiopretore della città e amico di Glauco. Ricevuto il messaggio di Nidia, nel quale lo pregava di perquisire la casa di Arbace, egli riesce a liberare Caleno, il quale, raggiunto l'anfiteatro scagiona Glauco, salvandolo dall'esecuzione. Riuscirà, inoltre, a sfuggire dalla distruzione di Pompei.
Diomedericco liberto, padre di Giulia. Durante il corso del romanzo da un fastoso banchetto nella sua dimora al quale partecipano molti dei personaggi del libro. Durante l'eruzione offrirà rifugio nelle sue cantine a Clodio, alla figlia e ad una giovane madre con un bambino. Tuttavia, morirà anch'egli soffocato dai vapori mortali.
Lidoneè un gladiatore. Combatte per ottenere il denaro necessario per liberare l'anziano padre Medone. Verrà, tuttavia, ucciso durante un combattimento.
Medonevecchio schiavo di Diomede, appartiene alla comunità cristiana di Pompei. È padre di Lidone. Non approva che il figlio combatta nell'arena, seppure egli lo faccia per liberarlo dalla schiavitù.
Sosiaschiavo di Arbace è incaricato di sorvegliare Nidia. Acconsentirà a portare la lettera di Nidia per il pretore dopo che la ragazza gli offrirà alcuni monili con i quali potrà comprarsi la libertà.
Burbofratello di Caleno, è il proprietario di una taverna di Pompei e l'ex-padrone di Nidia. In gioventù aveva combattuto come gladiatore. Durante l'eruzione, si farà convincere dal fratello a razziare il tempio di Iside. Morirà all'interno di esso mentre tentava di aprire una breccia nel muro con un'ascia.

## Opere derivate

### Versioni cinematografiche

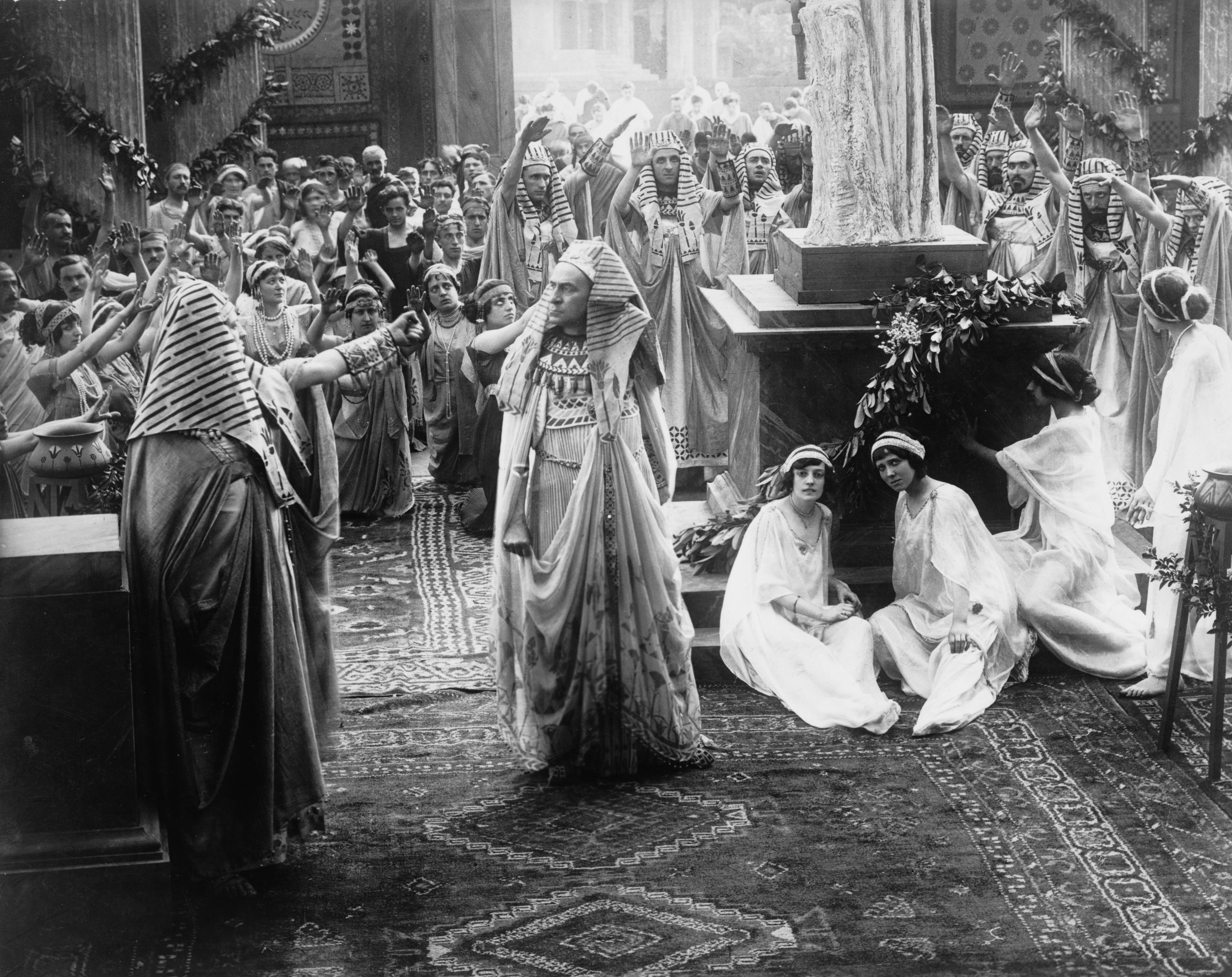
Una scena del film del 1913

Dal romanzo sono stati tratti vari adattamenti cinematografici:
- Gli ultimi giorni di Pompei - film del 1908 diretto da Arturo Ambrosio e Luigi Maggi. Fu il primo film storico-epico del cinema italiano.[2]
- Gli ultimi giorni di Pompei - film del 1913 diretto da Mario Caserini e Eleuterio Rodolfi
- Jone o Gli ultimi giorni di Pompei - film del 1913 diretto da Ubaldo Maria Del Colle e Giovanni Enrico Vidali
- Gli ultimi giorni di Pompei - film del 1926 diretto da Carmine Gallone e Amleto Palermi
- Gli ultimi giorni di Pompei - film del 1935 diretto da Merian C. Cooper ed Ernest B. Schoedsack. Ispirato a questo romanzo ma con notevoli cambiamenti nella trama.
- Gli ultimi giorni di Pompei (Les derniers jours de Pompei) - film del 1950 diretto da Marcel L'Herbier e Paolo Moffa
- Gli ultimi giorni di Pompei - film del 1959 diretto da Mario Bonnard e Sergio Leone

### Altro
- Jone, ossia L'ultimo giorno di Pompei è un'opera in quattro atti di Errico Petrella su libretto di Giovanni Peruzzini, rappresentata per la prima volta nel 1858.
- Gli ultimi giorni di Pompei, miniserie televisiva del 1984 diretta da Peter Hunt.

### Edizioni
- Eduardo Bulwer, Gli ultimi giorni di Pompei, Napoli, presso Saverio Starita, 1836.